# Looft
Looft è un comune tedesco del circondario di Steinburg, nella regione dello Schleswig-Holstein. Ha circa 380 abitanti.